# Mimosa carvalhoi
Mimosa carvalhoi är en ärtväxtart som beskrevs av Rupert Charles Barneby. Mimosa carvalhoi ingår i släktet mimosor, och familjen ärtväxter. Inga underarter finns listade i Catalogue of Life.